# Bistum Sonsonate
Das Bistum Sonsonate (lateinisch Dioecesis Sonsonatensis, spanisch Diócesis de Sonsonate) ist eine in El Salvador gelegene römisch-katholische Diözese mit Sitz in Sonsonate. Es umfasst das Departamento Sonsonate.

## Geschichte
Papst Johannes Paul II. gründete es am 31. Mai 1986 aus Gebietsabtretungen des Bistums Santa Ana und wurde dem Erzbistum San Salvador als Suffraganbistum unterstellt.

## Bischöfe von Sonsonate
- José Carmen Di Pietro Pésolo SDB, 2. Juni 1986 – 30. Mai 1989
- José Adolfo Mojica Morales, 18. November 1989 – 8. Oktober 2011
  - Fabio Reynaldo Colindres Abarca, 8. Oktober 2011 – 11. Juni 2012 (Apostolischer Administrator)
- Constantino Barrera Morales, seit 11. Juni 2012

## Weblinks

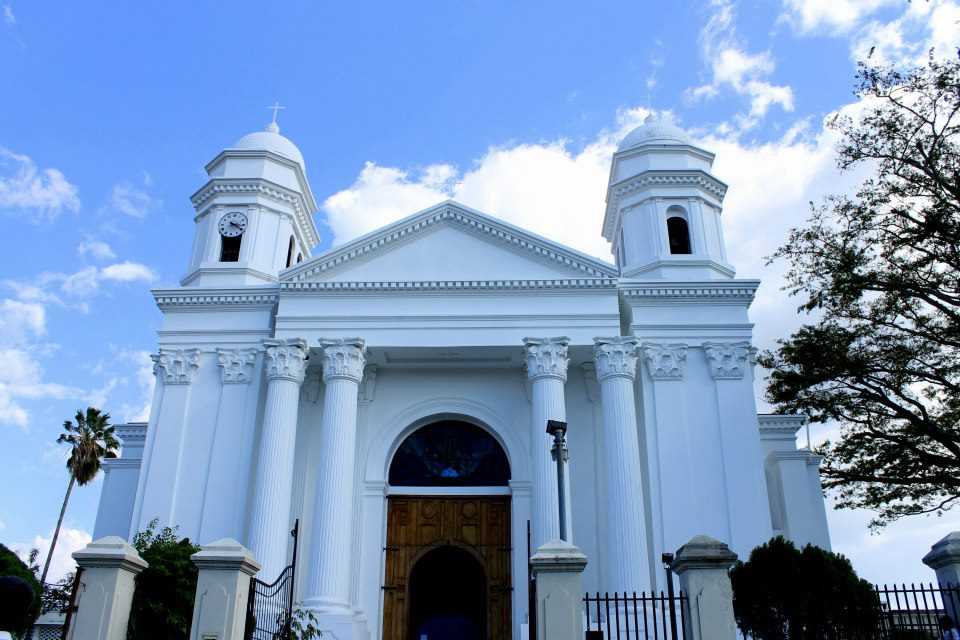
Kathedrale Santísima Trinidad in Sonsonate